# Fourme d'Ambert
El fourme d'Ambert (o forma d'Embèrt en occità) és un formatge francès de la regió d'Alvèrnia (i també del departament del Loira), creat, en el seu origen, als voltants d'Embèrt (Ambert en francès) (Puèi Domat) amb denominació AOC des del 9 de maig de 1972, compartint AOC amb la fourme de Montbrison. «Fourme d'Ambert o fourme de Montbrison» va ser reconegut com a DOP a nivell europeu pel Reglament de la Comissió n.º 1263/96, d'1 de juliol. El 22 de febrer de 2002 dos nous decrets d'AOC van separar els dos productes en dues AOC diferents, de manera que el fourme d'Ambert es beneficia d'una AOC pròpia.

## Descripció
És un formatge de llet de vaca de pasta entreverada de verd, crua i no premsada, amb una crosta seca i florida, d'un diàmetre de 13 cm i una altura de 19 cm d'un pes aproximat de 2,2 kg. El seu nom fourme procedeix del llatí «forma», que seria, també, l'origen de la paraula formatge. Els alvernesos, durant la commemoració del setge de Gergòvia, una celebració del temps dels druides, es delecten amb aquest formatge atípic.

## Degustació
El seu període de degustació més òptim comprèn des de maig a octubre, després d'un afinat de 5 a 8 setmanes, però resulta igualment excel·lent d'abril a desembre. És un formatge que enriqueix les carns tant vermelles com blanques, així com els peixos.

## Fabricació
La llet s'escalfa fins que assoleix els 32 °C i s'afegeix el coagulant per a quallar-la i el penicillium roqueforti que propicia la formació del blau. A continuació es passa a les operacions de picat (que ajuden el desenvolupament homogeni del penicillium) i l'afinat en una cova que mantingui una temperatura d'uns 8 a 12 °C, durant vuit dies com a mínim.
La producció l'any 2003 fou de 6.250 tones, fabricades en la seva majoria en centrals industrials. El 2005, només un granger productor va obtenir la denominació AOC. Les llacunes existents pel que fa a les regles a seguir han permès que una dotzena de grangers productors de formatge (unes 70 tones) s'hagin beneficiat de la denominació AOC.